# Quỹ Nhất
'	Quỹ Nhất		là một xã thuộc tỉnh Ninh Bình, Việt Nam. Trụ sở xã nằm cách phường Hoa Lư - trung tâm tỉnh lỵ Ninh Bình 31 km về phía Đông Nam.		
Theo Nghị quyết số 1674/NQ-UBTVQH15 ngày 16/6/2025 về sắp xếp các đơn vị hành chính cấp xã của tỉnh Ninh Bình năm 2025, 	sắp xếp thị trấn Quỹ Nhất, xã Nghĩa Thành và xã Nghĩa Lợi thành xã mới có tên gọi là xã Quỹ Nhất.	
Xã Quỹ Nhất	có diện tích:	32,7 km², 	dân số:	32.984	người, mật độ dân số: 	1009	người/km². 	
Đây là đơn vị có diện tích xếp thứ:	29	, số dân xếp thứ: 	54	và mật độ dân số xếp thứ: 	91	trong số 129 xã, phường ở Ninh Bình.
Xã này nằm trên Quốc lộ 21B và cũng là nơi có sông Đáy, Sông Ninh Cơ chảy qua.

## Địa lý
Thị trấn Quỹ Nhất có vị trí địa lý:
- Phía Đông giáp huyện Hải Hậu
- Phía Tây giáp các xã: Hùng Tiến, Như Hòa và Quang Thiện thuộc huyện Kim Sơn, tỉnh Ninh Bình
- Phía Nam giáp các xã: Nghĩa Hùng, Nghĩa Lâm, Nghĩa Thành, Nghĩa Lợi và Phúc Thắng
- Phía Bắc giáp các xã: Nghĩa Phú và Nghĩa Phong.

Thị trấn Quỹ Nhất có diện tích 19,98 km², dân số năm 2022 là 18.499 người, mật độ dân số đạt 925 người/km².

## Lịch sử
Thị trấn Quỹ Nhất nguyên trước đây là xã Nghĩa Hòa thuộc huyện Nghĩa Hưng.
Ngày 19 tháng 11 năm 2007, Chính phủ ban hành Nghị định số 171/2007/NĐ-CP về việc thành lập thị trấn Quỹ Nhất thuộc huyện Nghĩa Hưng, tỉnh Nam Định. Theo đó, thành lập thị trấn Quỹ Nhất trên cơ sở toàn bộ 546,49 ha diện tích tự nhiên và 6.274 nhân khẩu của xã Nghĩa Hòa.
Ngày 23 tháng 7 năm 2024, Ủy ban Thường vụ Quốc hội ban hành Nghị quyết số 1104/NQ-UBTVQH15 về việc sắp xếp đơn vị hành chính cấp huyện, cấp xã trên địa bàn tỉnh Nam Định (nghị quyết có hiệu lực từ ngày 1 tháng 9 năm 2024). Theo đó, sáp nhập toàn bộ diện tích tự nhiên là 8,15 km², quy mô dân số là 5.306 người của xã Nghĩa Bình và toàn bộ diện tích tự nhiên là 6,28 km², quy mô dân số là 6.223 người của xã Nghĩa Tân vào thị trấn Quỹ Nhất.
Sau khi sáp nhập, thị trấn Quỹ Nhất có diện tích tự nhiên là 19,98 km² và quy mô dân số là 18.499 người.